# Туссен-Лувертюр, Франсуа Доминик
Франсуа́-Домини́к Туссе́н-Лувертю́р (фр. François-Dominique Toussaint-Louverture, гаит. креол. Tousen Louvèti; 20 мая 1743 года, поместье Бреда недалеко от Кап-Аитьена, Сан-Доминго — 8 апреля 1803 года, замок Фор-де-Жу, Франция) — лидер Гаитянской революции, в результате которой Гаити стало первым независимым государством Латинской Америки.

## Биография
Туссен (который поначалу носил фамилию Бреда) родился на плантации в северной части Сан-Доминго. Его имя Туссен в переводе с французского означает «все святые». Его отец был рабом-африканцем (вероятно, из племени аррада), но, несмотря на это, был обучен грамоте. Туссен тоже получил образование и был хорошо знаком с французской литературой эпохи Просвещения. Он ухаживал за животными своего хозяина, затем работал лекарем, кучером, а после управляющим имением. В возрасте около 33 лет он получил свободу и женился на мулатке Сюзанне Симоне Батисте Лувертюр (фр. Suzanne Simone Baptiste Louverture), которая родила ему двух сыновей, получивших имена Исаак и Сен-Жан. Кроме того, он усыновил Серафина Лувертюра (впоследствии известного как Пласид Лувертюр), старшего сына Сюзанны Лувертюр от мулата по имени Серафим Леклерк. В 1797 году Пласид и Исаак были посланы во Францию для получения образования (в феврале 1802 года они вернулись на Сан-Доминго вместе с армией генерала Шарля Леклерка).
Туссен был небольшого роста, одевался просто и был вегетарианцем. Известно, что Туссен был католиком; есть сведения, что он состоял в масонской ложе Сан-Доминго.

### Участие в революции
Когда в августе 1791 года на острове началось восстание рабов, Туссен после нескольких недель нерешительности помог своему хозяину бежать, отослал свою семью в безопасное место в испанском Санто-Доминго, а затем присоединился к силам восставших. Недовольный остальными лидерами восстания, в том числе их готовностью сотрудничать с белыми радикалами, Туссен приступил к подготовке своей собственной армии, состоящих из 4000 чернокожих, которых он обучил партизанской тактике.
Когда в 1793 году началась война между Испанией и Францией, лидеры чернокожих перешли на сторону Испании, которая стала снабжать их оружием, боеприпасами и пообещала в случае победы отменить рабство. В это время Туссен добавил к своей фамилии прозвище Лувертюр — «открывающий» (от фр. L'Ouverture — «открытие»). Он продемонстрировал выдающиеся полководческие способности и привлёк под своё командование таких известных личностей, как его племянник Моис и будущие императоры Гаити Жан-Жак Дессалин и Анри Кристоф. Победы Туссена-Лувертюра в северной части острова, мулатов на юге и оккупация британскими войсками побережья (в том числе Порт-о-Пренса) привели к тому, что Франция полностью потеряла контроль над своей колонией.

Туссен-Лувертюр на банкноте в 1 гурд

Но когда 4 февраля 1794 года якобинский Национальный конвент провозгласил отмену рабства, ситуация полностью изменилась и в мае 1794 года Туссен со своими сторонниками перешёл на сторону французского губернатора Сан-Доминго Этьена Лаво, который сделал его своим помощником в звании бригадного генерала (некоторые другие руководители восстания, такие, как Жан Франсуа, сохранили верность Испании). Это событие полностью переломило ход военных действий — в 1795 году испанские, а в 1798 году и английские войска вынуждены были покинуть Гаити; по Базельскому миру 1795 года весь остров перешел под юрисдикцию Франции. Туссен был чрезвычайно популярен среди чернокожих, но в то же время устраивал белых и мулатов, так как приложил усилия для восстановления экономики. Он разрешил многим эмигрировавшим бывшим плантаторам вернуться на остров и использовал армейскую дисциплину, чтобы заставить бывших рабов работать на восстановленных плантациях (теперь, как свободные люди, они получали часть прибыли, приносимой плантациями). Конфликт на расовой почве был приглушён; Туссен-Лувертюр верил, что чернокожие Сан-Доминго, большинство из которых имели африканское происхождение, должны учиться у белых и мулатов.
Лаво покинул остров в 1796 году. Ему на смену пришёл якобинский комиссар Леже-Фелисите Сонтонакс (фр. Léger-Félicité Sonthonax), который повысил Лувертюра в звании до дивизионного генерала. Но вскоре Туссена стали оскорблять грубость, безнравственность и атеизм нового губернатора, и в 1797 году он вынудил Сонтонакса покинуть Гаити. После этого Туссен-Лувертюр был назначен главнокомандующим всеми вооружёнными силами острова.
Туссен вёл тайные переговоры с британцами и в 1798 и 1799 годах заключил с ними договоры, в которых британцы признали своё поражение. Гаити начало торговлю с Великобританией и США. Туссен продавал сахар в обмен на оружие и дал обещание не нападать на Ямайку и южные районы США. Британцы предложили провозгласить Туссена королём независимого Гаити, но он отказался, так как презирал пышные титулы и не доверял британцам, которые продолжали поддерживать рабство в своих колониях.
В 1798 году на Гаити прибыл уполномоченный французской Директории Габриэль Мари Теодор Жозеф д’Эдувиль. Понимая, что, до тех пор, пока Франция ведёт войну с Англией, восстановить французскую власть на острове не удастся, Эдувиль попытался столкнуть Туссена-Лувертюра с лидером мулатов Андре Риго, который правил южной частью Гаити как полунезависимым государством. Однако Туссен разгадал замыслы Эдувиля и заставил его покинуть остров. Эдувиля сменил Филипп Рум, который не стал препятствовать Лувертюру.
22 мая 1799 года был подписан торговый договор между Гаити и США, который активно поддержал Александр Гамильтон, но с приходом к власти в США Томаса Джефферсона отношения между США и Гаити ухудшились.
В октябре 1799 года Лувертюр начал войну с Риго, победил его и вынудил бежать во Францию. Жан-Жак Дессалин устроил в районах, ранее контролировавшихся Риго, настолько жестокую резню, что примирение с мулатами стало невозможным.
Получив контроль над всем Сан-Доминго, Туссен вопреки приказам Рума и Наполеона Бонапарта, ставшего первым консулом Франции, совершил поход в Санто-Доминго (испанскую часть острова), полностью захватил её к январю 1801 года и освободил находившихся в ней рабов.
Туссен провёл выборы в Учредительное собрание, в котором каждый из пяти департаментов острова был представлен десятью депутатами (шесть белых, три мулата и один негр). 3 июля 1801 года была принята конституция Сан-Доминго. Остров был провозглашён автономным владением Франции, Туссен-Лувертюр получил должность пожизненного генерал-губернатора с неограниченной властью и правом назначения наследника. Государственной религией острова стал католицизм. Формально в своих письмах к Бонапарту, «от первого среди чёрных первому среди белых», Туссен клялся в верности Франции, но в действительности понимал, что тот при первой же возможности попытается восстановить на острове свою власть и рабство.
В 1800—1802 годах Туссен-Лувертюр пытался восстановить экономику острова, сильно пострадавшую в ходе войны, и возобновить торговые контакты с США и Великобританией. Среди предпринятых им мер были возвращение плантаций (без рабов) их прежним владельцам и разделение чернокожего населения на тех, кто должен служить в армии, и тех, кому предназначалось пять лет отработать на плантациях. Всё это позволило улучшить экономическую ситуацию, но вызвало недовольство среди населения.

### Поражение
Поначалу Бонапарт подтвердил новый статус Гаити, но уже в 1801 году послал туда своего зятя, бригадного генерала Шарля Виктора Эммануэля Леклерка с целью восстановления рабства. 14 декабря 1801 года Леклерк отбыл из Франции во главе флотилии из 86 кораблей с 21900 французских солдат на борту. От Наполеона он получил указание: «…Когда вы нейтрализуете Туссена, Дессалина и других бандитов и все негры будут разоружены, высылайте на континент негров и мулатов, участвовавших в общественных конфликтах… Освободите нас от этих просвещенных африканцев. Мы не желаем ничего другого».
Леклерк с армией высадился на Гаити 29 января 1802 года; Лувертюр к тому времени имел в распоряжении 15 тысяч пехотинцев и 2 тысячи кавалеристов. Большинство белых и мулатов предали Туссена и перешли на сторону Леклерка. Поначалу Туссен смог нанести французской армии ряд чувствительных поражений, но через несколько недель его предали ближайшие сподвижники — генералы Кристоф и Морпа и наконец Жан-Жак Дессалин. 5 мая 1802 года Туссен принял предложенное Леклерком перемирие (в обмен на это Леклерк обещал не восстанавливать рабство) и фактически был помещён под домашний арест в своём поместье, а 6 июня арестован по приказу Леклерка в связи с подозрениями в подготовке восстания, после чего отправлен во Францию вместе со всей семьёй. 20 мая указом Наполеона на Гаити было восстановлено рабство.
2 июля Туссен с семьёй прибыл во Францию. 25 августа его поместили в замок Фор-де-Жу в департаменте Ду, где подвергли допросам. Умер Лувертюр от пневмонии в апреле 1803 года.

## Память
- на Гаити и в других странах Латинской Америки установлены памятники Туссен-Лувертюру
- название «Туссен-Лувертюр» («Touissaint L’Ouverture») получил корабль береговой охраны Гаити — охотник за подводными лодками, полученный в 1947 году из США
- международный аэропорт имени Туссен-Лувертюра в Порт-о-Пренс

## В культуре
- Туссен-Лувертюр — главный герой романа А. К. Виноградова «Чёрный консул» и повести Анны Зегерс «Свадьба на Гаити».
- Киносериал «Туссен-Лувертюр» (Toussaint Louverture, 2012, Франция)
- Туссен-Лувертюр — один из героев романа Исабель Альенде «Остров в глубинах моря» (2009).
- Swans — Bring the sun / Toussaint L’ouverture. Вторая часть песни посвящена Туссену и освобождению Гаити.